# Rhynchina aroa
Rhynchina aroa là một loài bướm đêm trong họ Erebidae.